# Jérémy Pied
Jérémy Victor Pied (pronunciación en francés: /ʒeʁemi pje/, Grenoble, Isère, Francia, 23 de febrero de 1989) es un futbolista francés que juega de defensa en el OGC Niza B.

## Trayectoria

### Lyon
Formado en las inferiores del Olympique de Lyon, Pied debutó con el primer equipo del club en la primera fecha de la temporada 2010-11 ante el Monaco, cuando entró en el minuto 76 por Bafétimbi Gomis, el encuentro terminó 0-0. Esa temporada también debutó internacionalmente con el Lyon en la Liga de Campeones de la UEFA el 14 de septiembre de 2010 contra el Schalke 04 alemán. En su primer año como profesional se ganó un lugar como defensa suplente, jugó 35 encuentros en total, 25 en la Ligue 1, y anotó 3 goles.

### Niza
El 26 de agosto de 2012, Pied fue transferido al O. G. C. Niza de la Ligue 1 por 3 millones de euros; firmó un contrato por 4 años. Fue enviado a préstamo al EA Guingamp para la temporada 2014-15.

### Southampton
El 1 de agosto de 2016 Jérémy fue fichado por su anterior entrenador, Claude Puel, para formar parte de su plantel en el Southampton. Debutó en la Premier League ante el Watford el 13 de agosto de 2016. Lamentablemente una lesión en la rodilla lo dejó fuera por el resto de la temporada.
Regresó a las canchas el 3 de diciembre de 2017, jugando los 90 minutos en el empate 1-1 contra el Bournemouth. Dejó el club inglés al término de la temporada 2017-18, fecha de la finalización de su contrato.

### Lille
En agosto de 2018 fichó por el Lille O. S. C. como agente libre.

## Estadísticas
Actualizado al último partido disputado el 14 de mayo de 2022. No incluye encuentros por equipos de reservas)
| F. C. Metz Francia | 2.ª           | 2009-10       | 37  | 4  | 4  | 0 | ―  | ― | 41  | 4  |
| F. C. Metz Francia | Total club    | Total club    | 37  | 4  | 4  | 0 | 0  | 0 | 41  | 4  |
| Olympique de Lyon Francia | 1.ª           | 2010-11       | 25  | 3  | 3  | 0 | 8  | 0 | 36  | 3  |
| Olympique de Lyon Francia | 1.ª           | 2011-12       | 14  | 1  | 2  | 0 | 3  | 0 | 19  | 1  |
| Olympique de Lyon Francia | 1.ª           | 2012-13       | 1   | 0  | 0  | 0 | 0  | 0 | 1   | 0  |
| Olympique de Lyon Francia | Total club    | Total club    | 40  | 4  | 5  | 0 | 11 | 0 | 56  | 4  |
| O. G. C. Niza Francia | 1.ª           | 2012-13       | 26  | 0  | 4  | 0 | ―  | ― | 30  | 0  |
| O. G. C. Niza Francia | 1.ª           | 2013-14       | 21  | 1  | 3  | 1 | 2  | 0 | 26  | 2  |
| O. G. C. Niza Francia | 1.ª           | 2014-15       | 2   | 0  | 0  | 0 | ―  | ― | 2   | 0  |
| E. A. Guingamp Francia | 1.ª           | 2014-15       | 28  | 2  | 6  | 2 | 7  | 0 | 41  | 4  |
| E. A. Guingamp Francia | Total club    | Total club    | 28  | 2  | 6  | 2 | 7  | 0 | 41  | 4  |
| O. G. C. Niza Francia | 1.ª           | 2015-16       | 33  | 0  | 2  | 0 | ―  | ― | 35  | 0  |
| O. G. C. Niza Francia | Total club    | Total club    | 82  | 1  | 9  | 1 | 2  | 0 | 93  | 2  |
| Southampton F. C. Inglaterra | 1.ª           | 2016-17       | 4   | 0  | 0  | 0 | 0  | 0 | 4   | 0  |
| Southampton F. C. Inglaterra | 1.ª           | 2017-18       | 2   | 0  | 2  | 0 | ―  | ― | 4   | 0  |
| Southampton F. C. Inglaterra | Total club    | Total club    | 6   | 0  | 2  | 0 | 0  | 0 | 8   | 0  |
| Lille O. S. C. Francia | 1.ª           | 2018-19       | 11  | 0  | 2  | 0 | ―  | ― | 13  | 0  |
| Lille O. S. C. Francia | 1.ª           | 2019-20       | 5   | 0  | 3  | 0 | 1  | 0 | 9   | 0  |
| Lille O. S. C. Francia | 1.ª           | 2020-21       | 6   | 0  | 3  | 0 | 3  | 0 | 12  | 0  |
| Lille O. S. C. Francia | 1.ª           | 2021-22       | 2   | 0  | 1  | 0 | 0  | 0 | 3   | 0  |
| Lille O. S. C. Francia | Total club    | Total club    | 24  | 0  | 9  | 0 | 4  | 0 | 37  | 0  |
| Total carrera | Total carrera | Total carrera | 217 | 11 | 35 | 3 | 24 | 0 | 276 | 14 |
| (1) Incluye datos de la Copa de Francia, la Copa de la Liga de Francia, la Copa de la Liga de Inglaterra y la FA Cup. (2) Incluye datos de la Liga de Campeones de la UEFA (2010-11, 2011-12) y la Liga de Europa de la UEFA (2013-14, 2014-15). |               |               |     |    |    |   |    |   |     |    |

## Palmarés

### Títulos nacionales
| Título               | Club              | País    | Año     |
| -------------------- | ----------------- | ------- | ------- |
| Copa de Francia      | Olympique de Lyon | Francia | 2011-12 |
| Supercopa de Francia | Olympique de Lyon | Francia | 2012-13 |
| Ligue 1              | Lille O. S. C.    | Francia | 2020-21 |
| Supercopa de Francia | Lille O. S. C.    | Francia | 2021    |